# Ciclosporosi
La ciclosporosi és una protozoosi causada pel protoctist Cyclospora cayetanensis transmesa per via fecal-oral. No és transmesa de persona a persona i és una causa comuna de diarrea en els viatgers.

## Mètode d'infecció
Quan un oocist de C. cayetanensis entra a l'intestí prim, envaeix la mucosa i es cova durant voltant d'una setmana. Després de la incubació, la persona comença a experimentar una severa diarrea, flatulència, febre, dolors d'estómac i dolors musculars. Els ooquists poden estar presents a causa de la utilització d'aigües contaminades o de femtes humanes com a fertilitzant. Els clients principals són els éssers humans i altres primats.

## Diagnòstic i tractament
El diagnòstic pot ser difícil a causa de la manca d'ooquists recognoscibles als excrements. L'ús de proves com el PCR basat en ADN i la tinció àcid-ràpid pot ajudar amb la idenficació. La infecció es tracta sovint amb trimetoprima i sulfametoxazol, perquè les drogues tradicionals anti-protozooàries no són suficients.